# Quemú Quemú
Quemú Quemú é um município da província de La Pampa, na Argentina.